# Шрі-Ланка на літніх Олімпійських іграх 2012
Шрі-Ланку на літніх Олімпійських іграх 2012 року у Лондоні (Велика Британія) представляли 7 спортсменів (4 чоловіків та 3 жінок), які брали участь у 4 видах спортивних змагань: з легкої атлетики, бадмінтону, стрільби та плавання. Прапороносцем на церемоніях відкриття та закриття був бадмінтоніст Нілука Карунаратне. Країна не завоювала жодної медалі.

## Бадмінтон
| Спортсмен          | Дисципліна                 | Груповий етап                        | Груповий етап                     | Груповий етап | Кваліфікація                                | Чвертьфінал        | Півфінал           | Фінал              | Фінал      |
| Спортсмен          | Дисципліна                 | Суперник Результат                   | Суперник Результат                | Місце         | Суперник Результат                          | Суперник Результат | Суперник Результат | Суперник Результат | Місце      |
| ------------------ | -------------------------- | ------------------------------------ | --------------------------------- | ------------- | ------------------------------------------- | ------------------ | ------------------ | ------------------ | ---------- |
| Нілука Карунаратне | одиночний розряд, чоловіки | Таго Кенічі (JPN) W 21–18, 21–16     | Н/Д                               | 1 Q           | Парупаллі Каш'яп (IND) L 14–21, 21–15, 9–21 | не пройшов         | не пройшов         | не пройшов         | не пройшов |
| Тхіліні Джаясіндхе | одиночний розряд, жінки    | Ратчанок Інтанон (THA) L 13–21, 5–21 | Тельма Сантуш (POR) L 9–21, 11–21 | 3             | не пройшла                                  | не пройшла         | не пройшла         | не пройшла         | не пройшла |

## Легка атлетика
| Спортсмен               | Дисципліна               | Кваліфікація | Кваліфікація | Півфінал   | Півфінал   | Фінал      | Фінал |
| Спортсмен               | Дисципліна               | Результат    | Місце        | Результат  | Місце      | Результат  | Місце |
| ----------------------- | ------------------------ | ------------ | ------------ | ---------- | ---------- | ---------- | ----- |
| Анурадха Курей          | марафон, чоловіки        | Н/Д          | Н/Д          | Н/Д        | Н/Д        | 2:20:41    | 55    |
| Христіне Соналі Марріль | 400 м з бар'єрами, жінки | 57.15        | 9            | не пройшла | не пройшла | не пройшла | 30    |

## Плавання
| Спортсмен         | Дисципліна                  | Гіт     | Гіт   | Півфінал   | Півфінал   | Фінал      | Фінал      |
| Спортсмен         | Дисципліна                  | Час     | Місце | Час        | Місце      | Час        | Місце      |
| ----------------- | --------------------------- | ------- | ----- | ---------- | ---------- | ---------- | ---------- |
| Гешан Унамбуве    | 100 м на спині, чоловіки    | 57.94   | 42    | не пройшов | не пройшов | не пройшов | не пройшов |
| Решика Удугампола | 100 м вільним стилем, жінки | 1:04.93 | 44    | не пройшла | не пройшла | не пройшла | не пройшла |

## Стрільба
| Спортсмен         | Дисципліна                            | Кваліфікація | Кваліфікація | Фінал      | Фінал      |
| Спортсмен         | Дисципліна                            | Бали         | Місце        | Бали       | Місце      |
| ----------------- | ------------------------------------- | ------------ | ------------ | ---------- | ---------- |
| Мангала Самаракун | пневматична гвинтівка, 10 м, чоловіки | 583          | 45           | не пройшов | не пройшов |
| Мангала Самаракун | гвинтівка лежачи, 50 м, чоловіки      | 585          | 47           | не пройшов | не пройшов |